# Aaron Wheeler
Aaron Wheeler (Baltimora, 11 maggio 1988) è un ex calciatore statunitense, di ruolo attaccante.

## Carriera
Ha giocato nella Major League Soccer con i Philadelphia Union.

## Statistiche

### Presenze e reti nei club
| Stagione                  | Squadra                   | Campionato                | Campionato | Campionato | Coppe nazionali | Coppe nazionali | Coppe nazionali | Coppe continentali | Coppe continentali | Coppe continentali | Altre coppe | Altre coppe | Altre coppe | Totale | Totale |
| Stagione                  | Squadra                   | Comp                      | Pres       | Reti       | Comp            | Pres            | Reti            | Comp               | Pres               | Reti               | Comp        | Pres        | Reti        | Pres   | Reti   |
| ------------------------- | ------------------------- | ------------------------- | ---------- | ---------- | --------------- | --------------- | --------------- | ------------------ | ------------------ | ------------------ | ----------- | ----------- | ----------- | ------ | ------ |
| 2009                      | Vancouver Whitecaps       | USL-1                     | 0          | 0          | CC              | 0               | 0               |                    | -                  | -                  |             | -           | -           | 0      | 0      |
| 2010                      | FC Tampa Bay              | US1                       | 19         | 4          | USOC            | 0               | 0               |                    | -                  | -                  |             | -           | -           | 19     | 4      |
| 2011                      | Ft. Lauderdale Strikers   | NASL                      | 6          | 0          |                 | -               | -               |                    | -                  | -                  |             | -           | -           | 6      | 0      |
| 2012                      | KooTeePee                 | Y                         | 17         | 2          | CF              | 4               | 4               |                    | -                  | -                  |             | -           | -           | 21     | 6      |
| 2013                      | Philadelphia Union        | MLS                       | 10         | 1          | USOC            | 0               | 0               |                    | -                  | -                  |             | -           | -           | 10     | 1      |
| 2014                      | Philadelphia Union        | MLS                       | 15         | 0          | USOC            | 1               | 0               |                    | -                  | -                  |             | -           | -           | 16     | 0      |
| Totale Philadelphia Union | Totale Philadelphia Union | Totale Philadelphia Union | 25         | 1          |                 | 1               | 0               |                    | -                  | -                  |             | -           | -           | 26     | 1      |
| 2015                      | Wilmington Hammerheads    | USL                       | 10         | 2          | USOC            | 0               | 0               |                    | -                  | -                  |             | -           | -           | 10     | 2      |
| 2016                      | Harrisburg City I.        | USL                       | 14         | 5          | USOC            | 2               | 1               |                    | -                  | -                  |             | -           | -           | 16     | 6      |
| 2017                      | Harrisburg City I.        | USL                       | 14         | 2          | USOC            | 1               | 0               |                    | -                  | -                  |             | -           | -           | 15     | 2      |
| Totale Harrisburg City I. | Totale Harrisburg City I. | Totale Harrisburg City I. | 28         | 7          |                 | 3               | 1               |                    | -                  | -                  |             | -           | -           | 31     | 8      |
| Totale carriera           | Totale carriera           | Totale carriera           | 105        | 16         |                 | 8               | 5               |                    | -                  | -                  |             | -           | -           | 113    | 21     |